# (7671) Albis
(7671) Albis est un astéroïde de la ceinture principale.

## Description
(7671) Albis est un astéroïde de la ceinture principale. Il fut découvert le 22 octobre 1995 à l'Observatoire Kleť par Zdeněk Moravec. Il présente une orbite caractérisée par un demi-grand axe de 2,19 UA, une excentricité de 0,14 et une inclinaison de 1,1° par rapport à l'écliptique.

## Compléments